# Circuit du Cher
Le Circuit du Cher est une ancienne course cycliste française, disputée autour de Bourges dans le Cher entre 1953 et 1977. 
En 1957, l'épreuve s'est déroulée en deux étapes.  

## Palmarès
| Année | Vainqueur           | Deuxième          | Troisième           |
| ----- | ------------------- | ----------------- | ------------------- |
| 1953  | Jean-Marie Cieleska | Michel Brun       | Norbert Esnault     |
| 1954  | Serge Blusson       | Noël Lajoie       | Jean-Marie Cieleska |
| 1955  | Maurice Pelé        | Hervé Prouzet     | Maurice Diot        |
| 1956  | Gilbert Bauvin      | Gilbert Scodeller | Roger Walkowiak     |
| 1957  | Albert Dolhats      | Joseph Groussard  | Francis Anastasi    |
| 1958  | Pierre Machiels     | Louis Kosec       | Gilbert Scodeller   |
| 1959  | Jo de Haan          | Jacques Dupont    | Pierre Beuffeuil    |
| 1960  | Joseph Morvan       | Édouard Bihouée   | Marcel Rohrbach     |
| 1977  | Bernard Thévenet    | Mariano Martinez  | Christian Poirier   |